# Cayo Frenchman
El Cayo Frenchman o Cayo del francés (en inglés: Frenchman's Cay) es una isla de las Islas Vírgenes Británicas en el Caribe. Se encuentra a 2 kilómetros al sureste de la isla Gran Thatch y se encuentra justo al este de Pequeña Thatch a una distancia de aproximadamente 400 metros. Frenchman está conectada a la isla principal de Tórtola por un puente muy corto en un extremo de Tórtola. Este cayo es de aproximadamente 1,6 km de largo y unos 500 metros. Frenchman tiene una serie de casas, dos restaurantes, un puerto deportivo y un hotel. El hotel se llama Frenchman's Hotel y es en actualmente un complejo turístico en la isla.